# Nationaal Geschiedkundig Herdenkingspark van Hongarije

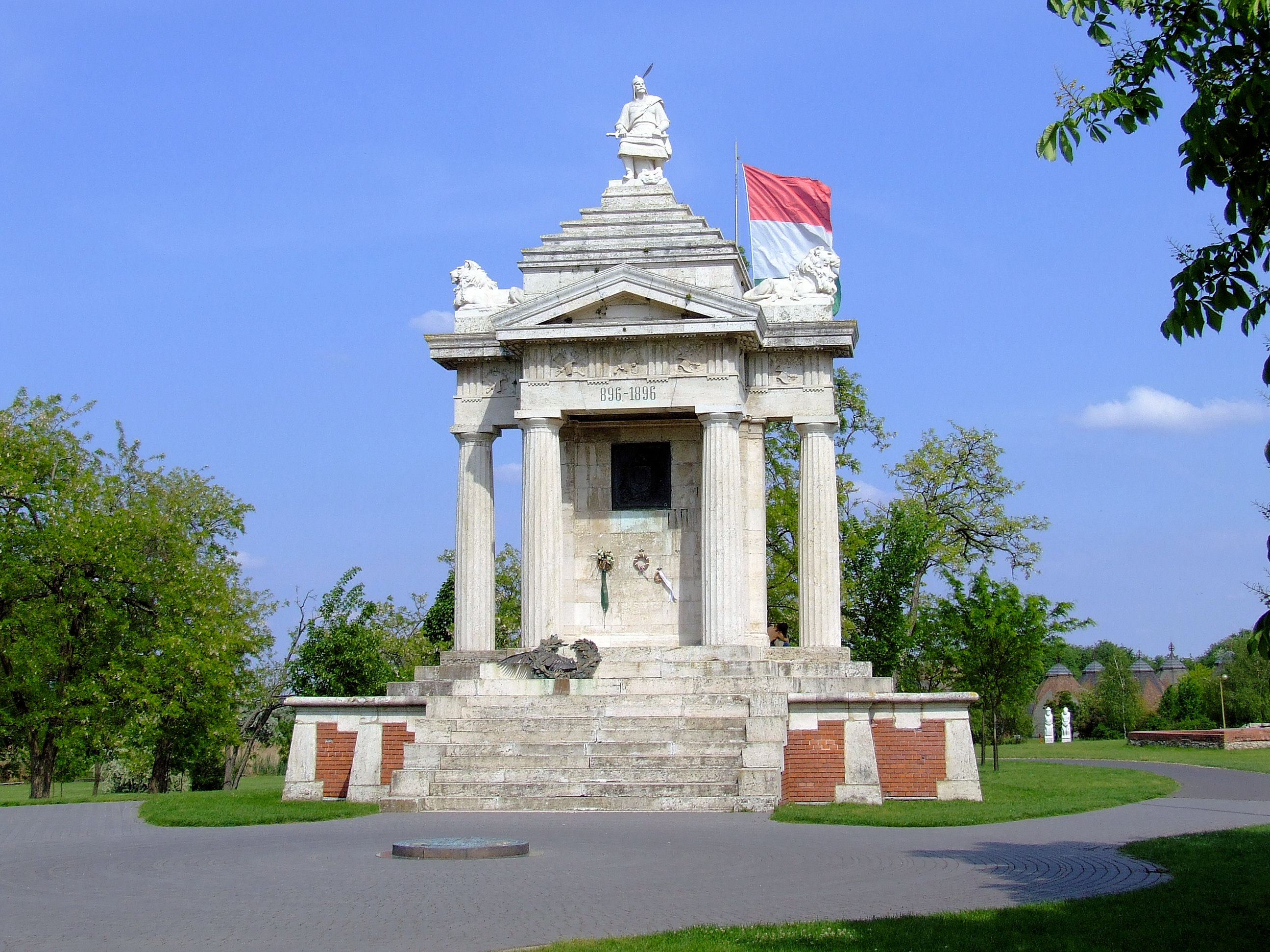
Het Árpád-monument

Het Nationaal Geschiedkundig Herdenkingspark (Nemzeti Történeti Emlékpark) is een recreatiepark in de plaats Ópusztaszer in het Zuid-Hongaarse comitaat Csongrád.

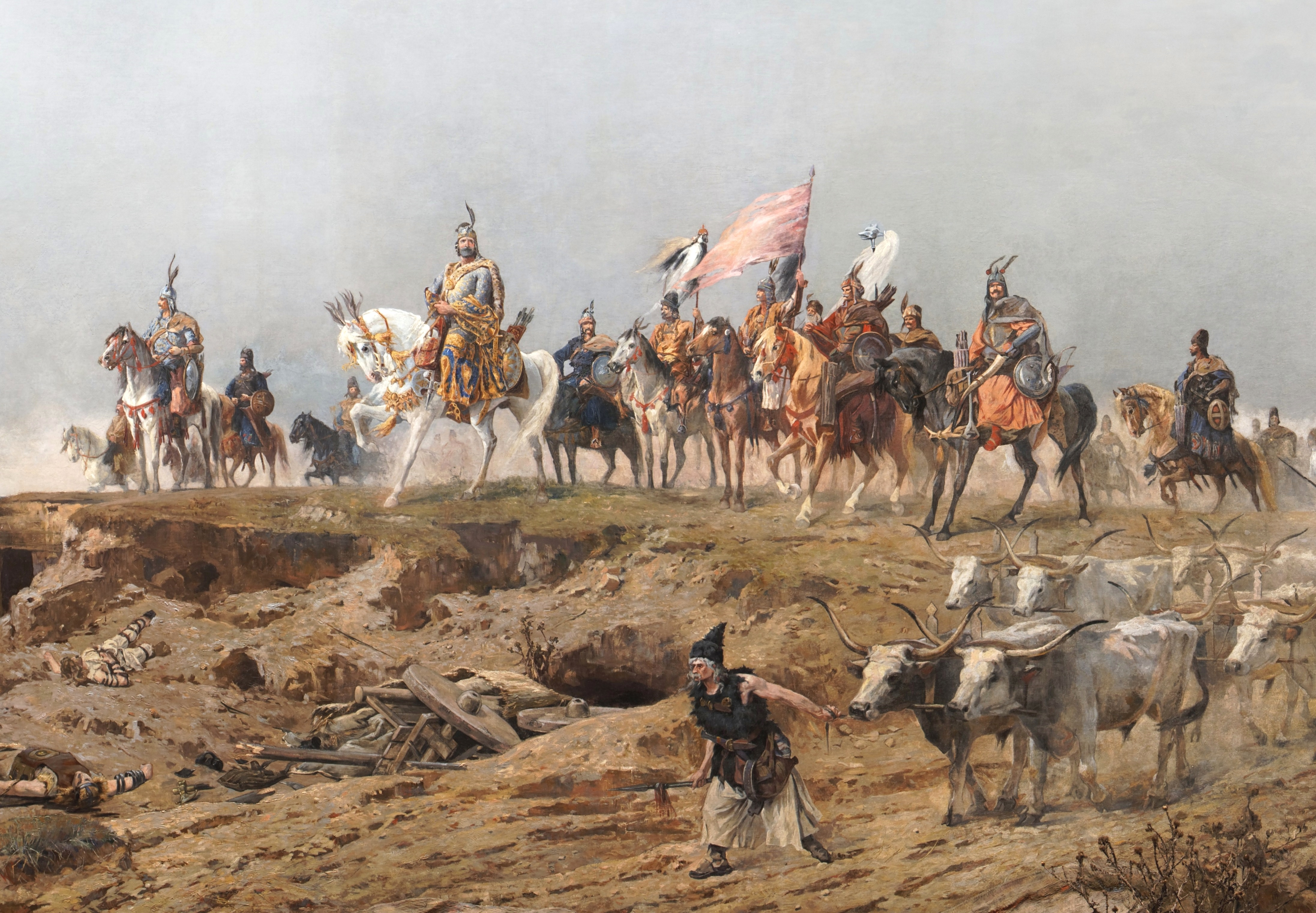
Detail van het Feszty-panorama

Het is een museum en herdenkingspark voor de Hongaarse geschiedenis. Verder is er een openluchtmuseum met woningen, scholen en kerken uit heel Hongarije.
Het park werd in 1982 opgericht en herinnert aan de zogenaamde Landname in het jaar 896 door Hongaarse stammen onder Árpád. Midden in het 40 ha grote park is het Árpád-monument van Ede Kallós aan deze gebeurtenis gewijd. Evenals het monument op het Heldenplein in Boedapest kwam het tot stand ter gelegenheid van de vieringen van het duizendjarig bestaan van Hongarije in 1896. 
De voornaamste attractie van het park is evenwel het cyclorama "Aankomst van de Hongaren" van Árpád Feszty uit 1894, dat over dezelfde gebeurtenis gaat en dat hier sinds de restauratie in 1995 wordt tentoongesteld. Het panorama is 120 meter lang, 15 meter hoog en de doorsnede is 38 meter. Het panorama was in de Tweede Wereldoorlog beschadigd maar hangt sinds 1982 weer in volle glorie in het park.
Veel Hongaren bezoeken op 20 augustus, de feestdag van de heilige koning Stefanus, deze plek.
Het park ligt halverwege Kecskemét en Szeged en iets ten oosten van de E 5 bij Kistelek, dat 29 km ten noorden van Szeged ligt.